# Apanthura styphelia
Apanthura styphelia är en kräftdjursart som beskrevs av Gary C.B. Poore och Lew Ton 1985. Apanthura styphelia ingår i släktet Apanthura och familjen Anthuridae. Inga underarter finns listade i Catalogue of Life.